# Sloanea grossa
Sloanea grossa là một loài thực vật có hoa trong họ Côm. Loài này được Earle Sm. miêu tả khoa học đầu tiên năm 1954.